# Ruder-Weltmeisterschaften 1984
Die Ruder-Weltmeisterschaften 1984 wurden auf der Regattastrecke auf der Île Notre-Dame in Montreal, Kanada unter dem Regelwerk des Weltruderverbandes (FISA) ausgetragen. Die 14 olympischen Bootsklassen wurden wegen der olympischen Ruderregatta 1984 in Los Angeles nicht ausgefahren, so dass lediglich in vier nichtolympischen Leichtgewichts-Bootsklassen der Männer die Ruder-Weltmeister ermittelt wurden. Die Finals fanden am 26. August 1984 statt.
Leichtgewichts-Frauen konnten erstmals im Rahmen der Weltmeisterschafts-Regatta antreten. Die vier Rennen im Einer, Doppelzweier, Vierer ohne Steuerfrau und Achter wurden allerdings vom Weltruderverband als „Demonstrationswettbewerb“ bezeichnet, die Siegerinnen waren keine Weltmeisterinnen. Mit Ausnahme des Leichtgewichts-Achters der Frauen wurden diese Klassen ab den Ruder-Weltmeisterschaften 1985 ins offizielle WM-Programm aufgenommen.
Eine weitere Neuerung betraf die Streckenlänge bei den Frauenwettbewerben. Bis einschließlich zu den Ruder-Weltmeisterschaften 1983 ruderten Frauen über 1000 Meter, während die Normaldistanz der Männer 2000 Meter betrug. Die Frauen rudern seit den Weltmeisterschaften im Jahr 1984 ebenfalls über die als „olympische Distanz“ bezeichnete Strecke von 2000 Metern.

## Ergebnisse
Hier sind die Medaillengewinner aus den A-Finals aufgelistet. Diese waren mit sechs Booten besetzt, die sich über Vor- und Hoffnungsläufe sowie Halbfinals für das Finale qualifizieren mussten. Die Streckenlänge betrug in allen Läufen 2000 Meter.

### Männer
| Bootsklasse                                  | Gold | Gold    | Silber | Silber  | Bronze | Bronze  |
| -------------------------------------------- | --- | ------- | --- | ------- | --- | ------- |
| Leichtgewichts-Einer (LM1x)                  | Dänemark Bjarne Eltang | 7:02,20 | Vereinigte Staaten Paul Fuchs | 7:03,55 | Spanien Ángel Viana Bravo | 7:07,37 |
| Leichtgewichts-Doppelzweier (LM2x)           | Italien Francesco Esposito Ruggero Verroca | 6:25,14 | BR Deutschland Hartmut Schäfer Roland Ehrenfels | 6:29,67 | Dänemark Morten Espersen Leif Kruse | 6:31,27 |
| Leichtgewichts-Vierer ohne Steuermann (LM4-) | Spanien Fernando Molina Castillo José María de Marco Pérez Luis María Moreno Perpiñá Alberto Molina Castillo                                             | 6:09,39 | BR Deutschland Wolfgang Birkner Thomas Jäckel Frank Rogall Ansgar Wessling                                                                                         | 6:09,73 | Vereinigtes Königreich Christopher Bates Carl Smith Ian Wilson Stuart Forbes | 6:11,46 |
| Leichtgewichts-Achter (LM8+)                 | Dänemark Ivar Molgaard Leif Jacobsen Arne Højlund Søren Hansson Jan Christensen Flemming Jensen Mikael Espersen Karsten Kobbernagel Jan Rasmussen (Stm.) | 5:43,35 | Italien Fabrizio Ravasi Michele Savoia Vittorio Torcellan Salvatore Orlando Stefano Spremberg Paolo Marostica Andrea Re Pasquale Marigliano Massimo Di Deco (Stm.) | 5:46,50 | Spanien Benito Elizalde Etxezarreta Eulogio Génova Emezabel Carlos Muniesa Ferrero Jacinto Accensi Abella Enrique Briones Pérez José Crespo Hidalgo José Manuel Canete Lopez Victor Llorente Rodriguez Alejandro Moya Giné (Stm.) | 5:46,90 |

### Frauen (Demonstrationswettbewerbe)
| Bootsklasse                                                  | Platz 1 | Platz 1 | Platz 2 | Platz 2 | Platz 3 | Platz 3 |
| ------------------------------------------------------------ | --- | ------- | --- | ------- | --- | ------- |
| Leichtgewichts-Einer (LW1x, Demo-Wettkampf)                  | BR Deutschland Alrun Urbach | 8:22,85 | Vereinigte Staaten Barbara Trafton | 8:25,05 | Vereinigte Staaten Ann Martin | 8:30,90 |
| Leichtgewichts-Doppelzweier (LW2x, Demo-Wettkampf)           | Dänemark Elisabeth Fraas Kirsten Jensen | 7:38,16 | Vereinigte Staaten Jo Hannafin Annette Ebsen-Petersen                                                                                               | 7:43,84 | Kanada Audrey Mowchenko Ellen Gillies                                                                                              | 7:46,15 |
| Leichtgewichts-Vierer ohne Steuerfrau (LW4-, Demo-Wettkampf) | BR Deutschland Beatriz Keller Evelyn Herwegh Regina Mayer Claudia Engels                                                                                        | 7:23,89 | Vereinigte Staaten Cecily Croft Margaret Gordon Linda Gillett Elaine Stanley                                                                        | 7:29,14 | Vereinigte Staaten Gillian Hodges Sandy Kendall Drister Fowks Carey Sands-Marden                                                   | 7:29,16 |
| Leichtgewichts-Achter (LW8+, Demo-Wettkampf)                 | Vereinigte Staaten Carin Reynolds Mary-Ellen Finney Jo Grainger Laura MacGinitie Mandy Kowal Angela Herron Marise Widmer Jennifer Marron Stacy Apfelbaum (Stf.) | 6:10,00 | Australien Karin Riedel Amanda Cross Janet Sheahan Jeanette Hall Angela Maidment Brigid Cassells Debbie Cooper Gayle Toogood Megan Robertson (Stf.) | 6:13,46 | Kanada Diana Sinnage Wendy Wiebe Lynne Mutrie Brenda Colby Karen Smyte Wendy Davis Elen Orr Maureen Cureton Sandy Hopkinson (Stf.) | 6:15,65 |

## Medaillenspiegel
| Platz | Land                   | Gold | Silber | Bronze | Gesamt |
| ----- | ---------------------- | ---- | ------ | ------ | ------ |
| 1     | Dänemark               | 2    |        | 1      | 3      |
| 2     | Italien                | 1    | 1      |        | 2      |
| 3     | Spanien                | 1    |        | 2      | 3      |
| 4     | BR Deutschland         |      | 2      |        | 2      |
| 5     | Vereinigte Staaten     |      | 1      |        | 1      |
| 6     | Vereinigtes Königreich |      |        | 1      | 1      |
| Summe | Summe                  | 4    | 4      | 4      | 12     |